# Beaumetz-lès-Loges
Beaumetz-lès-Loges è un comune francese di 978 abitanti situato nel dipartimento del Passo di Calais nella regione dell'Alta Francia.

## Società

### Evoluzione demografica
Abitanti censiti